# Àlvar Net Castel
Àlvar Net Castel (Barcelona, 2 de febrer de 1939) és un metge i acadèmic català.
Llicenciat en medicina a la Universitat de Barcelona, on fou alumne d'Agustí Pedro i Pons, i treballà com a metge a l'Hospital de la Santa Creu i Sant Pau d'on arribarà a ser director mèdic. L'any 1974 creà en aquest Hospital una de les primers Unitats de Cures Intensives (UCI) de Barcelona i Catalunyai, iniciant amb altres companys d'altres hospitals la doctrina de la Medicina Intensiva, tot dirigint com a Cap de Serve aquesta UCi fins a l'any de la seva jubilació el 2009. També va crear el primer departament de Qualitat Assistencial, així com el departament de Recerca i Cirurgia Experimental. Va ser molt actiu en la conservació de la extraordinària ciutat modernista que constitueix l'Hospital de la Santa Creu i Sant Pau de Barcelona i publicà diversos textos sobre els aspectes històrics del seu Hospital. L'any 2001 va ser Co-comissari de la exposició que celebrava els 600 anys d'existència d'aquest Hospital al Saló del Tinell i la Casa Padellàs.

El 1993 va obtenir la càtedra de medicina intensiva de la Facultat de Medicina de la Universitat Autònoma de Barcelona, de la que en fou degà de 2001 a 2004. És cofundador de la Fundació Avedis Donabedian per a la millora de l'assistència sanitària i membre del Patronat de la Fundació Museu d'Història de la Medicina. Membre corresponent de la Reial Acadèmia de Medicina de Catalunya. Del 2011 al 2019 va ser el president de l'Acadèmia de Ciències Mèdiques i de la Salut de Catalunya i de Balears.

## Obres
- Fracaso renal agudo amb A. Roglan, Barcelona : Springer Verlag Ibérica, 1999. ISBN 84-07-00207-0
- Infecciones en el paciente crítico, amb E. Quintana Tort-Martorell, Barcelona : Springer Verlag Ibérica, D.L. 1997. ISBN 84-07-00176-7
- Traumatismo craneoencefálico grave amb L. Marruecos, Barcelona : Springer Verlag Ibérica, 1996. ISBN 84-07-00170-8
- Retirada de la ventilación mecánica: weaning amb S. Benito Vales, J. Mancebo, Barcelona : Springer Verlag Ibérica, D.L. 1995. ISBN 84-07-00142-2
- Estrategias farmacológicas en el paciente grave amb Ciril Rozman i Borstnar, A. Roglan, S. Benito Vales, Barcelona : Springer-Verlag Ibérica, 1991. ISBN 84-07-00105-8
- Función pulmonar en el paciente ventilado amb S. Benito Vales, Barcelona : Doyma, D.L. 1990. ISBN 84-7592-364-X
- Nutrición artificial en el paciente grave amb Juan María Sánchez Segura, S. Benito Vales, Barcelona : Doyma, D.L.1989. ISBN 84-7592-251-1
- Infección en el paciente grave amb E. Quintana Tort-Martorell, S. Benito Vales, Barcelona : Doyma, D.L. 1988. ISBN 84-7592-184-1
- Tratamiento del paciente crítico: avances amb A. Esteban de la Torre, A. Tomasa Torrallardona, Barcelona : Científico-Médica, D.L. 1987. ISBN 84-224-0822-8
- Ventilación mecánica amb S. Benito Vales, Barcelona : Doyma, D.L. 1987. ISBN 84-7592-132-9
- Avances en medicina intensiva, amb A. Esteban de la Torre, A. Tomasa Torrallardona, Barcelona : Científico-Médica, D.L. 1983. ISBN 84-224-0790-6